# Alexander Smirnov
Alexander Viktorovich Smirnov (em russo:  Александр Викторович Смирнов; Tver, RSFS da Rússia, 11 de outubro de 1984) é um ex-patinador artístico russo. Ele conquistou com Yuko Kavaguti duas medalhas de bronze em campeonatos mundiais, duas medalhas de ouro, duas de prata e uma de bronze em campeonatos europeus e foi três vezes campeã do campeonato nacional russo. Kavaguti e Smirnov disputaram os Jogos Olímpicos de Inverno de 2010 onde terminaram na quarta posição.

## Principais resultados

### Com Yuko Kavaguti
| Resultados | Resultados        | Resultados        | Resultados        | Resultados        | Resultados       | Resultados        | Resultados       | Resultados    | Resultados        | Resultados        | Resultados       | Resultados    | Resultados    |
| Internacional | Internacional     | Internacional     | Internacional     | Internacional     | Internacional    | Internacional     | Internacional    | Internacional | Internacional     | Internacional     | Internacional    | Internacional | Internacional |
| Evento/Temporada | 2006– 2007        | 2007– 2008        | 2008– 2009        | 2009– 2010        | 2010– 2011       | 2011– 2012        | 2012– 2013       | 2013– 2014    | 2014– 2015        | 2015– 2016        | 2016– 2017       |               |               |
| --- | ----------------- | ----------------- | ----------------- | ----------------- | ---------------- | ----------------- | ---------------- | ------------- | ----------------- | ----------------- | ---------------- | ------------- | ------------- |
| Jogos Olímpicos |                   |                   |                   | 4.º               |                  |                   |                  |               |                   |                   |                  |               |               |
| Campeonato Mundial | 9.º               | 4.º               | Medalha de bronze | Medalha de bronze | 4.º              | 7.º               | 6.º              |               | 5.º               |                   |                  |               |               |
| Campeonato Europeu |                   | Medalha de bronze | Medalha de prata  | Medalha de ouro   | Medalha de prata | WD                | 5.º              |               | Medalha de ouro   | WD                |                  |               |               |
| GP Grand Prix Final |                   | 5.º               | 5.º               | 5.º               |                  | Medalha de bronze | 6.º              |               | 6.º               | Medalha de bronze |                  |               |               |
| GP Cup of China |                   |                   |                   |                   |                  | Medalha de ouro   | Medalha de prata |               |                   | Medalha de ouro   | 6.º              |               |               |
| GP NHK Trophy |                   |                   |                   | Medalha de prata  |                  | Medalha de ouro   |                  | WD            | Medalha de prata  |                   |                  |               |               |
| GP Rostelecom Cup | Medalha de bronze | Medalha de bronze | Medalha de prata  | Medalha de prata  | Medalha de ouro  | Medalha de prata  |                  |               |                   | Medalha de prata  |                  |               |               |
| GP Skate America |                   |                   |                   |                   |                  |                   |                  |               | Medalha de ouro   |                   |                  |               |               |
| GP Skate Canada International |                   | Medalha de bronze | Medalha de ouro   |                   | WD               |                   |                  | WD            |                   |                   | 5.º              |               |               |
| GP Trophée Éric Bompard |                   |                   |                   |                   |                  |                   | Medalha de ouro  |               |                   |                   |                  |               |               |
| CS Mordovian Ornament |                   |                   |                   |                   |                  |                   |                  |               |                   | Medalha de ouro   |                  |               |               |
| CS Nebelhorn Trophy |                   |                   |                   |                   |                  |                   |                  |               | Medalha de ouro   |                   |                  |               |               |
| CS Ondrej Nepela Trophy |                   |                   |                   |                   |                  |                   |                  |               |                   |                   | Medalha de prata |               |               |
| Coupe Internationale de Nice | Medalha de ouro   | Medalha de ouro   | Medalha de ouro   |                   |                  |                   |                  |               |                   |                   |                  |               |               |
| Nacional |                   |                   |                   |                   |                  |                   |                  |               |                   |                   |                  |               |               |
| Campeonato Russo | WD                | Medalha de ouro   | Medalha de ouro   | Medalha de ouro   | Medalha de prata | WD                | Medalha de prata |               | Medalha de bronze | Medalha de prata  | 5.º              |               |               |
| Equipes |                   |                   |                   |                   |                  |                   |                  |               |                   |                   |                  |               |               |
| Troféu Mundial por Equipes |                   |                   | 5.º 5T/2P         |                   |                  |                   |                  |               | 2T/3P             |                   |                  |               |               |
| |                   |                   |                   |                   |                  |                   |                  |               |                   |                   |                  |               |               |
| Legenda: GP = Grand Prix; CS = Challenger Series; WD = Abandonou; T = Posição da equipe; P = Posição individual; Competição não foi disputada nesta temporada |                   |                   |                   |                   |                  |                   |                  |               |                   |                   |                  |               |               |

### Com Ekaterina Vasilieva
| Resultados                       | Resultados             | Resultados             | Resultados             | Resultados             | Resultados             | Resultados             | Resultados             | Resultados             | Resultados             | Resultados             | Resultados             | Resultados             | Resultados             |
| Internacional – Júnior           | Internacional – Júnior | Internacional – Júnior | Internacional – Júnior | Internacional – Júnior | Internacional – Júnior | Internacional – Júnior | Internacional – Júnior | Internacional – Júnior | Internacional – Júnior | Internacional – Júnior | Internacional – Júnior | Internacional – Júnior | Internacional – Júnior |
| Evento/Temporada                 | 2005– 2006             |                        |                        |                        |                        |                        |                        |                        |                        |                        |                        |                        |                        |
| -------------------------------- | ---------------------- | ---------------------- | ---------------------- | ---------------------- | ---------------------- | ---------------------- | ---------------------- | ---------------------- | ---------------------- | ---------------------- | ---------------------- | ---------------------- | ---------------------- |
| Campeonato Mundial Júnior        | 6.º                    |                        |                        |                        |                        |                        |                        |                        |                        |                        |                        |                        |                        |
| JGP JGP Polônia                  | Medalha de prata       |                        |                        |                        |                        |                        |                        |                        |                        |                        |                        |                        |                        |
| Nacional                         |                        |                        |                        |                        |                        |                        |                        |                        |                        |                        |                        |                        |                        |
| Campeonato Russo                 | 6.º                    |                        |                        |                        |                        |                        |                        |                        |                        |                        |                        |                        |                        |
| Campeonato Russo – Júnior        | Medalha de ouro        |                        |                        |                        |                        |                        |                        |                        |                        |                        |                        |                        |                        |
|                                  |                        |                        |                        |                        |                        |                        |                        |                        |                        |                        |                        |                        |                        |
| Legenda: JGP = Grand Prix Júnior |                        |                        |                        |                        |                        |                        |                        |                        |                        |                        |                        |                        |                        |